# Papaipema rubiginosa
Papaipema rubiginosa är en fjärilsart som beskrevs av Bird. Papaipema rubiginosa ingår i släktet Papaipema och familjen nattflyn. Inga underarter finns listade i Catalogue of Life.